# Amerikanischer Zwergskink
Der Amerikanische Zwergskink (Scincella lateralis) ist eine Skinkart aus der Unterfamilie Sphenomorphinae.

## Aussehen
Mit einer Körperlänge von 8 bis 13 Zentimetern zählt diese zu den kleineren Skinkarten.
Als Besonderheit haben die Tiere ein durchsichtiges unteres Augenlid, um damit auch beim Graben von Löchern die Umgebung im Auge behalten zu können. Die Färbung ist ein metallisch glänzendes Braun. Die Gliedmaßen sind schlank, länglich und schwarz gefärbt. Der Unterbauch ist weiß oder gelblich, an beiden Körperseiten hat er lange dicke, dunkle Streifen. Als weitere Besonderheit haben die Tiere einen langen schwarzen Streifen an der Körperseite.

## Lebensweise
Diese Art lebt am Boden der Feuchtwälder und des Graslandes, dort geht sie auf die Jagd nach Spinnen und anderen Insekten. Die Tiere sind bei feuchter Witterung am aktivsten. Sie graben Löcher oder legen sich unter Laubhaufen, um sich vor Feinden zu verstecken.
Zur Fortpflanzungszeit zwischen April bis August legt das Weibchen alle 4 bis 5 Wochen zwischen einem und sieben Eier. Die Embryos sind bei der Ablage schon sehr weit entwickelt. Die Elterntiere leisten keinerlei Brutfürsorge.

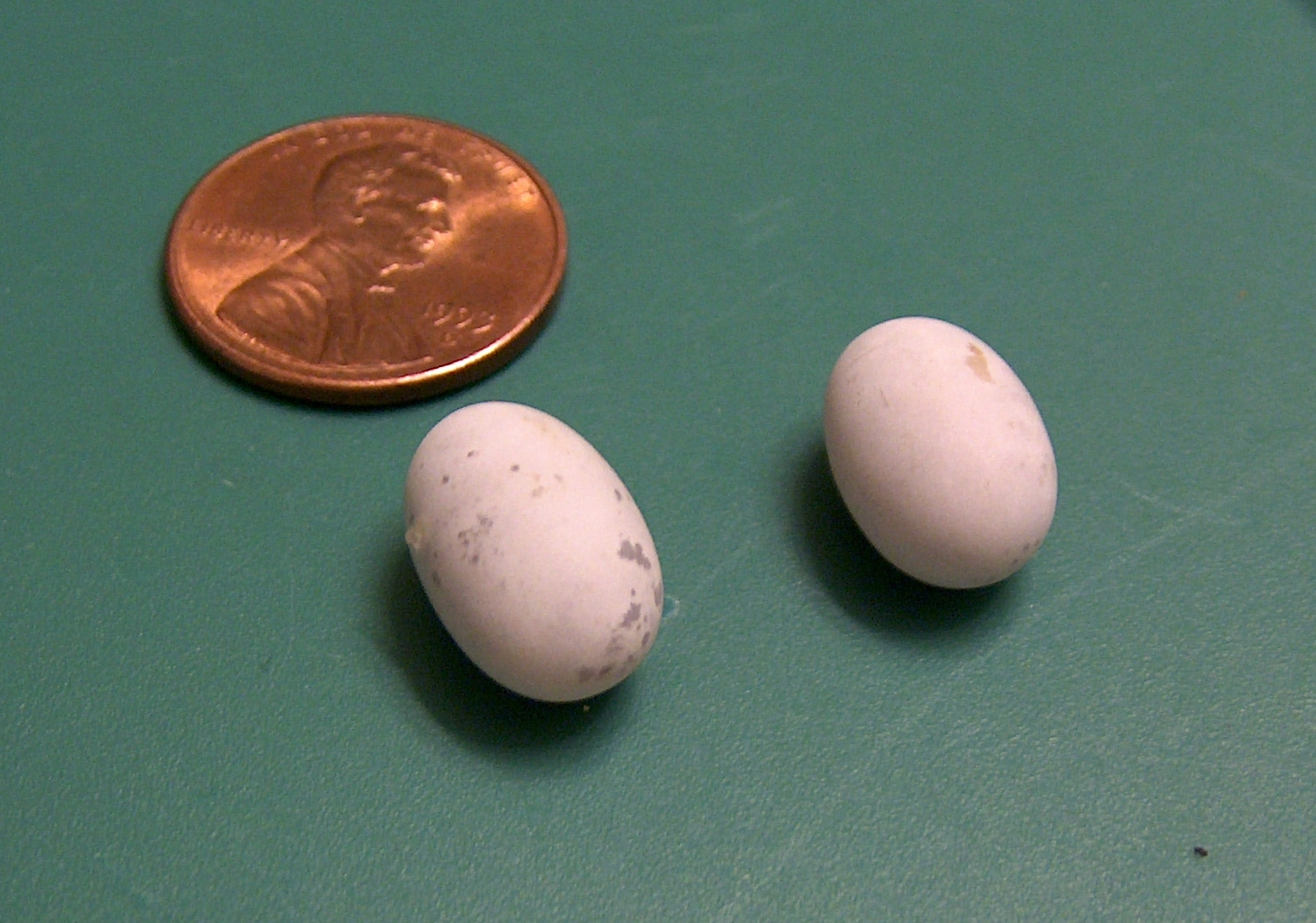
Eier des Amerikanischen Zwergskinks
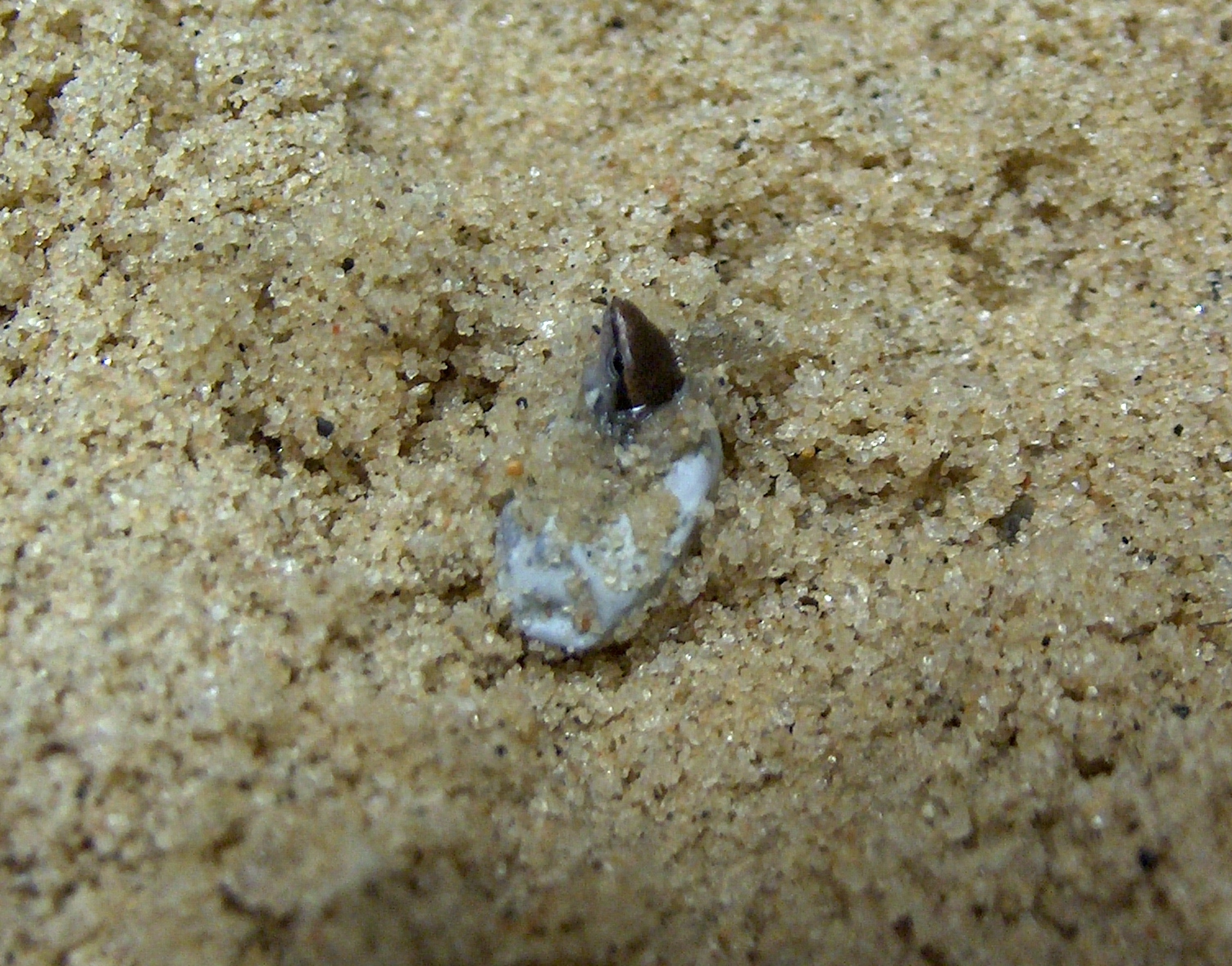
Schlüpfendes Jungtier
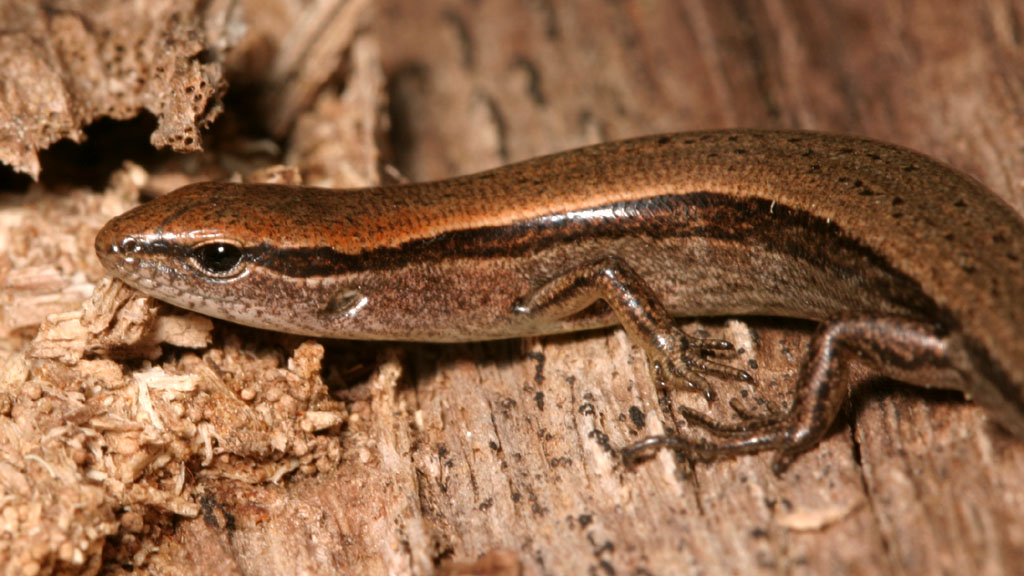
Adultes Tier

## Verbreitung und Gefährdungsstatus

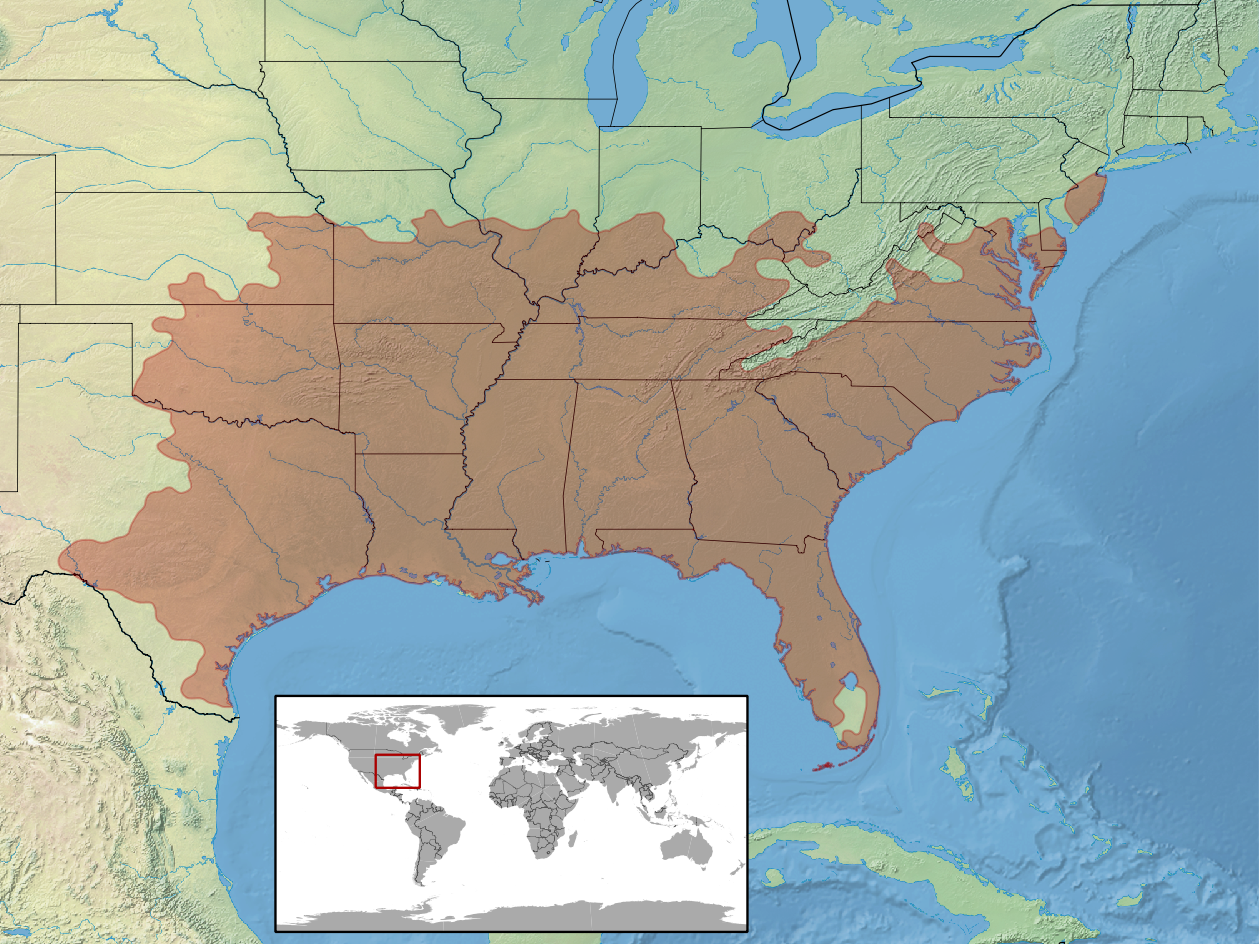
Verbreitungsgebiet (braun) des Amerikanischen Zwergskinks

Der Amerikanische Zwergskink kommt in den Feuchtwäldern und dem locker bewachsenen Grasland an der Ostküste der Vereinigten Staaten von Amerika von New Jersey bis Florida und westlich bis Nebraska und Texas vor.
Die IUCN stuft diese Art aufgrund ihrer weiten Verbreitung und ihrem Vorkommen in Schutzgebieten als nicht gefährdet (Least Concern) ein.

## Systematik
Die Art wurde 1823 von Thomas Say als Scincus lateralis erstbeschrieben.